# Głodówka (Jasionka)
Głodówka – część wsi Jasionka w Polsce, położona w województwie podkarpackim, w powiecie krośnieńskim, w gminie Dukla.
W latach 1975–1998 Głodówka należała administracyjnie do województwa krośnieńskiego.